# Ништа не преостаје него да плачемо
„Ништа не преостаје него да плачемо“ (итал. Non ci resta che piangere) је италијански филм снимљен 1984. у режији Масима Троизија и Роберта Бенињија, који тумаче главне ликове и који су писали сценарио.